# Regió de Ziguinchor
La regió de Ziguinchor és una de les 14 regions administratives en què es divideix Senegal. La capital de la regió és la ciutat homònima Ziguinchor. La ciutat és la capital històrica de la regió coneguda com a Basse Casamance (baixa Casamance). Amb una superfície de 7339 km² té una població de 437.986 habitants per una densitat resultant de 60 hab/km². La regió està dividida en tres departaments: Bignona, Oussouye i Ziguinchor.

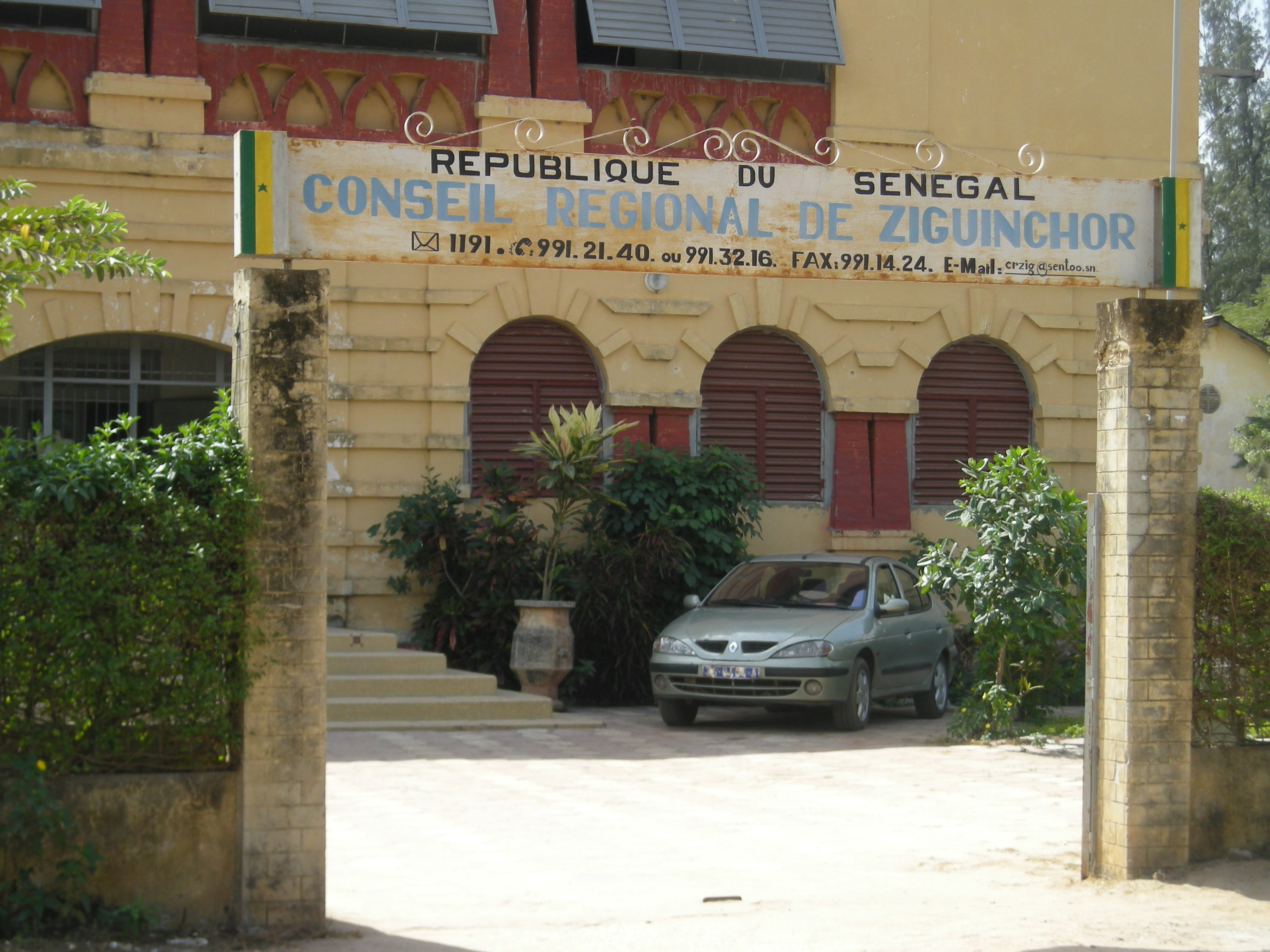
Consell regional de Ziguinchor